# فرماندهی نیروهای عملیات ویژه کانادا
فرماندهی نیروهای عملیات ویژه کانادا (فرانسوی: Commandement des Forces d'opérations spéciales du Canada; COMFOSCAN‎) یگان نیروهای ویژه و ضدتروریسم زیرمجموعه نیروهای مسلح کانادا است، که در سال ۲۰۰۶ تأسیس شد.